# Ковалец, Людмила Анатольевна
Людмила Анатольевна Ковалец (3 марта 1944, Кривой Рог, Украинская ССР, СССР) — советская и российская актриса театра и кино, наиболее известная по роли Иры, подружки Лиды в новелле «Наваждение» в фильме «Операция «Ы» и другие приключения Шурика» (1965).

## Биография
Родилась 3 марта 1944 года в Кривом Роге. Воспитывала мать, росла без отца, так как он погиб на войне.
Со школьной поры заинтересовалась театральной деятельностью. После приезда в Москву, Ковалец пыталась с первой попытки попасть в столичный театральный ВУЗ, но после неудачи, интерес охладел и она вернулась домой, где начала работать реквизитором в местном драматическом театре. Затем она была принята в театральную студию. Позже получилось поступить в ГИТИС, в  1966 году окончила актёрский факультет данного учебного заведения, обучалась на курсе В. В. Готовцева. В своё время Ковалец преподавала культуру речи в Ставрапольском краевом колледже искусств. Являлась артисткой Тульского академического театра драмы. В 1972 году пришла в Ставропольский академический театр драмы, в котором служит до сих пор (по сей 2025 год).
Наибольшую популярность получила в фильме «Операция «Ы» и другие приключения Шурика», сыграв роль Иры, подружки Лиды в новелле «Наваждение». Также по мимо театральных выступлений, у Ковалец имеется несколько ролей в телесериалах.

## Творчество

### Театральные работы
Ставропольский академический театр драмы:
- «Звоните, я согласна» (Зина)
- «Мы идем смотреть Чапаева» (Наташа)
- «Он завещал ее нации» (леди Нельсон)
- «Конкурс» (Волкова)
- «Последняя женщина сеньора Хуана» (Эльвира)
- «Женитьба» (Фекла Ивановна)
- «Шут Балакирев» (мать Балакирева)
- «Святые и грешные» (тетя Роза, Амии Уилкинсон)
- «Черное молоко» (тетя Паша)
- «Хитроумная влюбленная» (Белисса)
- «Валентина» (Хороших)
- «Костюмер» (миледи)
- «Молодильные яблоки» (баба Яга)
- «Женщины без границ» (Ирина Федоровна)
- «Очень простая история» (Хозяйка)
- «Горе от ума» (Хрюмина)
- «Лайф-Лайф» (Мать Саши)
- «Хочу ребенка!(Двери хлопают)» (Бабушка)
- «Клинический случай» (Мамаша)
- «Одноклассники» (Евгения Петровна)
- «Баба Шанель» (Нина Андреевна)
- «Сестра моя – Русалочка» (Морская ведьма)
- «Награда женщине или укрощение укротителя» (Первая поселянка)
- «Проделки Ханумы» (Ануш)
- «Они сражались за Родину» (Баба Нюра)
- «Дубровский» (Помещица мама)
- «Лики любви» (Анна Петровна)

### Фильмография
- 1965 — Операция «Ы» и другие приключения Шурика — Ира, подружка Лиды, заснувшая в трамвае

#### Телесериалы
- 2019 — Алекс Лютый — Ялябьева, пенсионерка, бывшая партизанка
- 2020 — Ищейка-4 — Валентина Петровна, соседка Егоровых
- 2022 — На страже пляжа — мама Гайдукова
- 2022 — Право на свободу — попрошайка

#### Участие в фильмах
- 2010 — Тайны советского кино (документальный) — Операция "Ы" и другие приключения Шурика

## Звания и награды
- Премия губернатора Ставропольского края в области театрального искусства им. М.П. Кузнецова[7].
- медаль «За доблестный труд» III степени[7].
- почётная грамота регионального отделения Союза театральных деятелей[7].

## Оценочные мнения
С Людмилой Анатольевной Ковалец мы познакомились практически сразу, когда я пришёл в театр. Это было в 1979 году. Одна из самых удачных работ у нее в то время была в спектакле «Любовь, джаз и черт». Позже я тоже играл в нем в одном ансамбле с Людмилой Анатольевной.
В дальнейшем ее творческая судьба складывалась очень интересно. Работы были разнообразные. Особенно зрителям она нравилась в острохарактерных ролях, в спектаклях для взрослых и детей. У нее была уникальная работа в сказке «Пеппи Длинный чулок». Она потрясающе играла девчонку – гибкую, подвижную, озорную. Дети ее очень любили.
Позже мы были партнерами с Людмилой Анатольевной в целом ряде спектаклей. В пьесе «Звоните, я согласна» она играла героиню, к которой мой персонаж пришел свататься. Одним из самых интересных для меня был спектакль «Конкурс», который поставил Валентин Бирюков. Она играла бомжиху, а я – нового русского. За эту работу Людмила Анатольевна получила приз зрительских симпатий на фестивале в Ростове-на-Дону.
Все работы Людмилы Ковалец отличаются яркостью, сочностью, порой эксцентричностью, характерностью, из каждой мелочи она всегда создает целостный образ. Так было и раньше, и в спектаклях, идущих на сцене сегодня, – «Годы странствий», «Лики любви», «Вышел ангел из тумана».

Я считаю, что Людмила Анатольевна – уникальная актриса со счастливой творческой судьбой.Борис Щербаков, заслуженный артист Российской Федерации, председатель Ставропольского отделения Союза театральных деятелей России 
– Сказать, что мы работали много с Людмилой Ковалец, с Людочкой, это ничего не сказать. Потому что с начала 1990-х годов на протяжении долгого времени ни один мой спектакль не выходил без участия этой прекрасной актрисы. По этому поводу я слышал немало упреков в свой адрес.
Она играла много, талантливо, с воодушевлением, радуя зрителей. Наверное, не каждой актрисе режиссёр дарит своеобразный триптих: три спектакля, созданные специально для нее. Это были постановки «Звоните, я согласна», «Анка из Америки» и «Ребёнок к ноябрю». Спектакли были объединены современной темой женщины.

Ее отличают талант и невероятная работоспособность. Желаю ей всегда оставаться востребованной в театре, чтобы своими ролями Людмила Ковалец доставила еще много радости зрителям Валентин Бирюков, заслуженный деятель искусств РФ, режиссер
– Имя актрисы Людмилы Анатольевны Ковалец для меня неразрывно связано со Ставропольским театром и с моими детскими впечатлениями о спектаклях. «Эй, ты, здравствуй!», «Жестокие игры», «Счастье моё», «Цилиндр», «Репетитор»... Это были такие спектакли, которые навсегда остались в душе и сформировали мою любовь к театру и, конечно же, моё отношение к Людмиле Анатольевне.
Я была так рада, что позже мы стали коллегами, и мы стали сотрудничать. Она – человек, готовый работать, воспринимать мнение извне, откликаться на него. Людмила Анатольевна очень тонко чувствует фальшь на сцене и в жизни.
Она получила актерское образование в одном из самых престижных вузов страны. И то, что она поступила в ГИТИС без каких-либо протекций, просто пройдя конкурс, говорит о многом. Людмила Ковалец – профессионал высокого уровня, она может пойти практически на любой эксперимент, предложенный режиссером, даже на какие-то акробатические этюды, потому что владеет этим. Ей подвластны драматические и комедийные образы. Причём она играет очень легко, озорно, без притязаний на какую-то маститость. Людмила Анатольевна как будто не воспринимает себя всерьёз, у нее всегда есть юмор, самоирония. Когда пришло время, она не побоялась перейти на возрастные роли и стала играть их с удовольствием, очень обаятельно.

Она всё может понять, дать очень хороший, добрый, мудрый совет. Это человек, которому можно рассказать что-то очень личное, и она поймёт, поверит, вселит надежду на лучшее. И при всей своей мягкости и душевности, она – женщина с характером, внутренне собранная, умеет отстоять себя. Она как солдатик на поле боя жизни, и это вызывает особое уважение. Евгения Сафронова, заведующая музыкальной частью Ставропольского академического театра драмы имени М.Ю. Лермонтова